# ブレーキフルード

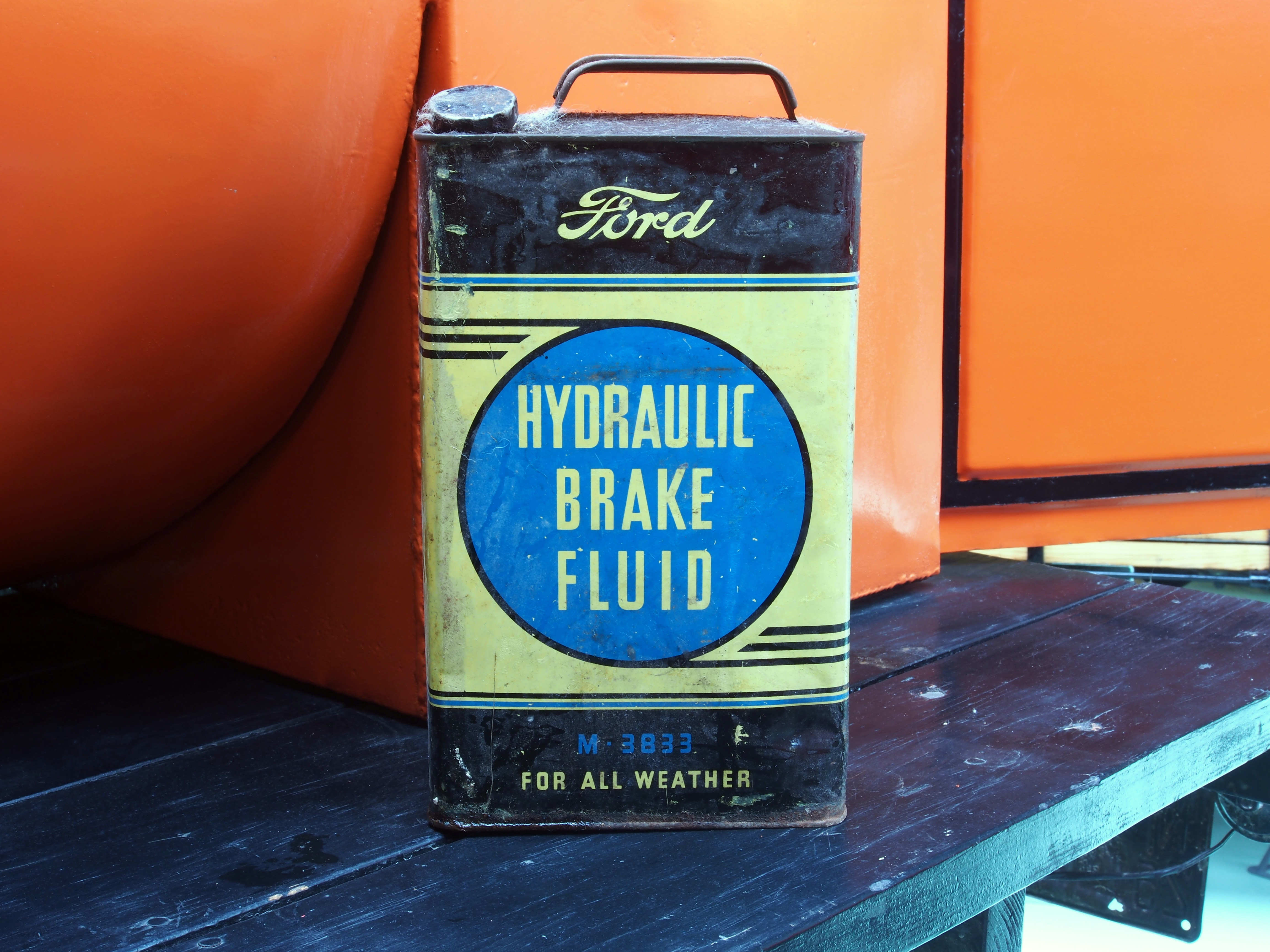
自動車メーカー純正ブレーキフルード（フォード）

ブレーキフルード (Brake fluid) とは、自動車などの液圧 (油圧) 式ブレーキ（Hydraulic brake）において、油圧系統内に充填される液体である。ブレーキオイルとも呼ばれる。

## 概要
操縦者がブレーキペダルやレバーを操作することによってブレーキマスターシリンダーに与えられた力が、ブレーキフルードによってブレーキキャリパーやドラムブレーキのホイールシリンダーへ伝達される。マスターシリンダーの断面積よりキャリパーやホイールシリンダーのピストン断面積のほうがはるかに大きいため、パスカルの原理により、小さな操作力で大きな制動力を得ることができる。
主としてグリコール系の液体が使われる。グリコールはいわゆる「油」とは性質が異なり、メーカーなどでは「ブレーキフルード」（ブレーキ液）と呼ぶのが一般的である。しかし、ブレーキシステム自体を油圧式ブレーキと呼ぶことが多く、また過去の一時期の一般的なブレーキシステムには鉱物油やシリコーンのような「油」が用いられることもあり、ブレーキオイルと呼ばれることも多い。
ブレーキフルードには、
- 粘性が低い。
- 圧力による体積の変化が小さい。
- 極低温の自然環境でも凝固せず、数百度に達するブレーキパッドの熱が伝わっても沸騰しない[2]。
- シール類を傷めない。

という性質が要求される。
ポリエチレングリコールモノエーテルがこれらの性質を満たすため、主成分として良く用いられている。その他、競技車両や一部の車種では、シリコーン系や鉱物油系のフルードも使用されている。いずれも、経年劣化による性能の低下があるため、劣化に応じて交換する必要がある。

## 種類
ブレーキフルードは、グリコール系、シリコーン系、鉱物油系がある。特性に優れることから、主流はグリコール系である。

### グリコール系
ポリエチレングリコールモノエーテルが主成分である。これに酸化防止剤・防錆剤などが添加されている。
グリコール系は吸湿性が高く、湿気を吸うと沸点が下がってしまうが、吸湿しても沸点を比較的高く維持できるようにホウ酸でエステル化してある。水分があってもこのエステル結合が加水分解されることにより、遊離の水を減らすことができる。また、グリコール系は塗装を浸食しやすい。塗装面に付着した場合は、水でできるだけ早く洗浄する必要がある。レース用などグレードが高いフルードほど沸点は高く、低粘度で応答性が良い反面、吸湿しやすく（寿命が短く）、塗装を痛める傾向がある。
経時劣化により沸点が低下するため、一般的に（JIS 3種、DOT 3、BF-3で）2 - 3年ごとの交換が推奨されている。

### シリコーン系
ジメチルポリシロキサンを主成分とするフルードである。
一部のレース用として使用される。吸湿せず、塗装を侵すことも無いが、ブレーキシステムのシールなどのゴム類に対して攻撃性が高い。吸湿性がないため、混入した水は溶けずに水滴のまま存在する。このため水分が混入した場合、フルードそのものの性能とは関係なく、混入した水滴が沸騰や凍結を起こしてしまう可能性がある。
ハーレーダビッドソンではシリコーン系が用いられてきた。ただし、2005年以降は一部の車種を除いてグリコール系に移行している。
なお、主流のグリコール系と混ざると分離するため、混用することは出来ない。基本的にシリコーン系と指定されたブレーキシステム以外には使用してはならない。

### 鉱物油系
石油から生成された鉱物油（鉱油、オイル）を主成分としたフルードである。ミネラル系、鉱油系とも呼ばれる。
シトロエンのハイドロニューマチックシステムが搭載された車種では、サスペンションやステアリングとブレーキのオイルを共用していたため、鉱物油が使われる。ブレーキ単独のシステムと異なり、オイルポンプなどを潤滑する必要があることからグリコール系を使用することは出来ない。また、グリコール系と混ざると分離する。

## 規格
一般的には、アメリカ連邦自動車安全基準 (FMVSS) のNo.116で定められるDOT規格が使われる。
日本工業規格では、JIS K 2233:2006で定められている。なお、JISとDOTはほぼ対応しているが、DOT4、DOT5では、多少異なる部分がある。
- DOT3 / JIS3種、BF-3: ドライ沸点205 ℃以上、ウエット沸点140 ℃以上
- DOT4 / JIS4種、BF-4: ドライ沸点230 ℃以上、ウエット沸点155 ℃以上
- DOT5 / JIS5種、BF-5: ドライ沸点260 ℃以上、ウエット沸点180 ℃以上（グリコール系は、DOT5.1と表記）
- JIS6種、BF-6: ドライ沸点250 ℃以上、ウエット沸点165 ℃以上

DOT5については、当初、グリコール系よりも優れた性能をもつシリコーン系に与えられたものである。その後、性能が向上し、グリコール系でもDOT5をクリアするものが開発された。成分に互換性が無く、混用した場合、分離や錆の発生、シールの劣化などブレーキシステムに重大な問題が発生するため、区別するためにグリコール系をDOT5.1と表記している。
BF-6については、DOT5の上位互換では無く、ABSなどの電子制御装置のため、特に低温環境下で低粘度であることを要求するものに対して制定されている。DOTでBF-6に相当するものは制定されていない。

## 油圧系へのエア混入
油圧系統内に気泡が混入すると、入力された力は気泡を圧縮することに使われてしまい、必要な制動力を生むことができなくなる。強く踏めば多少なりとも圧力が上昇するが、ブレーキの踏み代が不足する場合が多い。
例えブレーキが正常にかかる状態であっても、ブレーキを掛けた際にペダルが極端にフワフワしたり、何度かに分けてブレーキを掛ける（ポンピングブレーキ）と遊びがどんどん小さくなるような場合には、配管へのエア噛みを疑わなければならない。
エアが噛んでいることが疑われる場合には、ブレーキフルードの交換工程と同様の作業手順で、配管末端のブリーダーバルブ（ニップル）から出るブレーキフルードへの気泡の混入がなくなるまで循環させ続ける必要がある。ABSを装備している場合、ABSモジュレータユニットからのエア抜きには特殊な設備や作業手順が必要になる場合もあるため、可能な限り人為的な（とりわけ後述のフルード交換作業での手順ミスによる）エア噛みは避けるよう心がけねばならない。

## ベーパーロック現象
ブレーキで発生する熱により、フルード（ないし取り込まれた水分）が沸騰して気泡が発生することがある。こうなると、上記のエア混入の場合と同様に制動力が落ち、極めて危険な状態となる。この状態をベーパーロック現象という。

## ブレーキフルードの交換

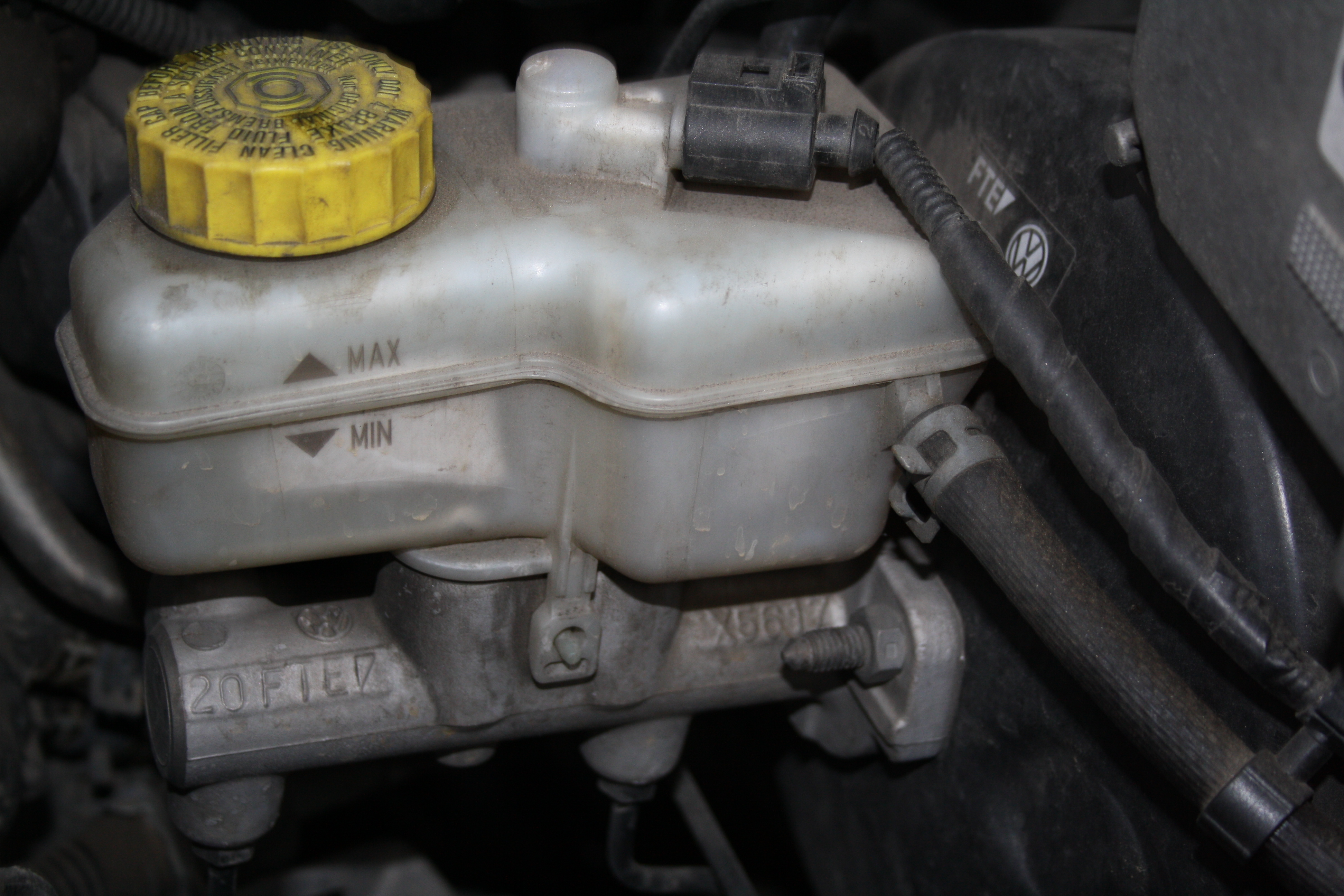
リザーバータンク

ブレーキフルードは初めは無色透明であるが、経年劣化や吸湿により次第に黄色から茶色、黒色への変色が進んでいく。劣化して変色したとしてもエアの混入がなければ油圧作動油としては一応成立するが、過度の吸湿によってブレーキシステム内に錆を生じさせたり、ゴム製のブレーキホースの劣化を進行させる場合があるほか、沸点の低下によってベーパーロック現象を起こしやすくもなるため、一般的には車検ごと交換するか、長い場合でもリザーバータンク内のブレーキフルードが変色してきた場合には定期的に交換することが望ましいとされる。